# مطعم روستار العائم
يقع مطعم روستار العائم في دبي، الإمارات العربية المتحدة، وتحديداً في خور دبي مقابل برج رولكس، وهو قارب ملكي يمكن أن يستوعب 400 راكب. على 51 متر (167 قدم) قد سجل الرقم القياسي العالمي لأكبر مطعم عائم.

## شكل المطعم
يبلغ طول القارب 173 قدماً وعرضه 29 قدماً وقد تمت صناعته محلياً في جداف دبي ويتميز بتصميماته الداخلية المستوحاة من التراث الإماراتي الأصيل،و يتكون مطعم روستار العائم من ثلاثة مستويات، مستوى سفلي يستخدم كحانة أو حلبة رقص (عند الطلب)، والمستوى الأوسط عبارة عن قاعة عشاء والسطح العلوي، وهو عبارة عن سطح عشاء في الهواء الطلق ويقوم المركب برحلات قصيرة في مياه دبي .